# Salvelinus salvelinoinsularis
Salvelinus salvelinoinsularis är en fiskart som först beskrevs av Lönnberg, 1900.  Salvelinus salvelinoinsularis ingår i släktet Salvelinus och familjen laxfiskar. Inga underarter finns listade i Catalogue of Life.